# Ščëkinskij rajon
Lo Ščëkinskij rajon (in russo Щёкинский район?) è un rajon dell'Oblast' di Tula, nella Russia europea, il cui capoluogo è Ščëkino. Istituito il 1º luglio 1924, ricopre una superficie di 1.393,4 chilometri quadrati e nel 2010 ospitava una popolazione di circa 106.000 abitanti.
Degna di nota Jasnaja Poljana, tenuta di famiglia di Lev Tolstoj.